# Plotosus

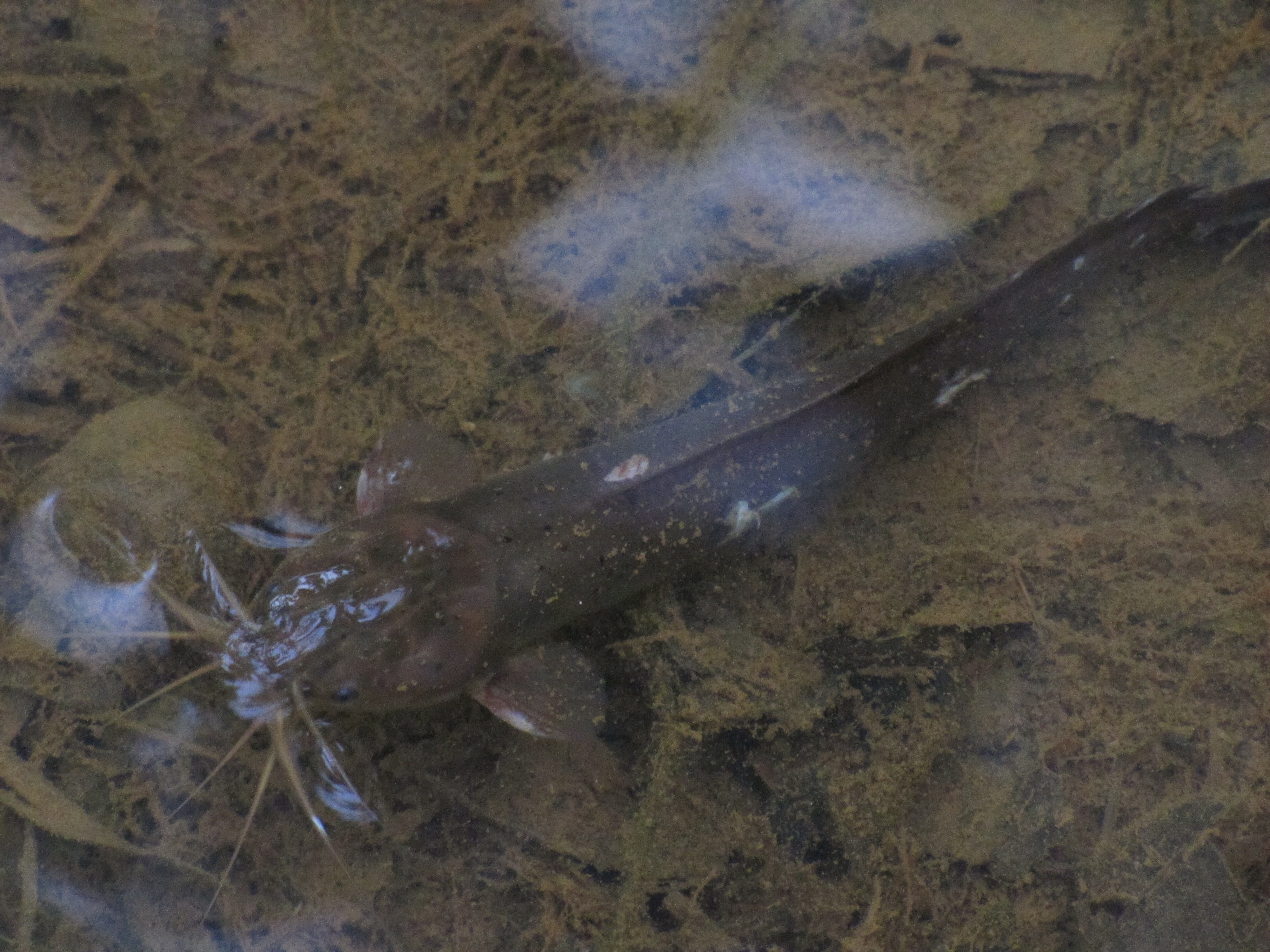
P. canius

Plotosus è un genere di pesci ossei appartenenti alla famiglia Plotosidae.

## Distribuzione e habitat
Popolano le fasce tropicali dell'Oceano Indiano e dell'Oceano Pacifico occidentale.
Al contrario della maggior parte degli altri pesci gatto che sono d'acqua dolce questi pesci sono quasi tutti marini. Di solito stazionano nei pressi degli estuari, solo P. lineatus si incontra attorno alle barriere coralline.

## Aspetto
Questi pesci hanno le pinne dorsale, anale e caudale unite come le anguille.
La specie più grande, P. canius raggiunge i 150 cm di lunghezza.

## Pesca
La specie P. canius ha una certa importanza economica in Asia.

## Acquariofilia
P. lineatus viene talvolta allevato negli acquari marini di barriera.

## Pericoli per l'uomo
Tutte le specie hanno spine velenose sulla pinna dorsale e sulle pinne pettorali in grado di infliggere ferite dolorosissime, che possono essere perfino mortali.

## Specie
- Plotosus abbreviatus
- Plotosus canius
- Plotosus fisadoha
- Plotosus japonicus
- Plotosus limbatus
- Plotosus lineatus
- Plotosus nhatrangensis
- Plotosus nkunga
- Plotosus papuensis